# Flagge von New South Wales

Seitenverhältnis 1:2

Dienstflagge des Gouverneurs

Die Flagge von New South Wales wurde am 15. Februar 1876 eingeführt. Sie ist eine Variante der britischen Blue Ensign, mit dem Staatsabzeichen im Flugteil. Das Abzeichen besteht aus einer weißen Scheibe mit dem roten Georgskreuz. In der Kreuzmitte ist ein schreitender goldener Löwe zu sehen; dieser ist von einem goldenen achtstrahligen Stern in jedem Arm des Kreuzes umgeben.
Diese Flagge wurde eingeführt, nachdem die britische Admiralität kritisiert hatte, es bestehe eine Verwechslungsgefahr mit der Flagge von Victoria. Das Staatsabzeichen wurde vom Kolonialarchitekten James Barnet und von Captain Francis Hixson, einem Offizier der Royal Navy im Ruhestand, entworfen. Die genaue Symbolik ist zwar unbekannt, doch man nimmt an, dass das Abzeichen eine vereinfachte Version des damaligen halboffiziellen Staatswappens ist.

## Frühere Flaggen
New South Wales führte die erste Flagge im Jahr 1867 ein. Sie war ebenfalls von der britischen Blue Ensign abgeleitet. Im Flugteil waren die Buchstaben „NSW“ in Weiß abgebildet. Die Flagge war eine Reaktion auf das 1865 erlassene britische Colonial Naval Defence Act (Marineverteidigungsgesetz der Kolonien). Dieses schrieb vor, dass alle Schiffe der Kolonien unter einer Blue Ensign mit dem jeweiligen Siegel oder Abzeichen im Flugteil segeln mussten.
1870 führte New South Wales eine zweite Flagge ein, die fast identisch mit jener der Kolonie Victoria war. Es handelte sich um eine Blue Ensign mit dem „Gouverneursabzeichen“ im Flugteil. Auf diesem Abzeichen waren das Kreuz des Südens und darüber die Reichskrone abgebildet. Die Unterschiede zur Victoria-Flagge waren minimal; die Sterne waren golden statt weiß und hatten fünf bis neun Zacken anstatt fünf bis acht.